# Aoki Yozo
Aoki Yozo (青木 要三 Aoki Yōzō, 10 tháng 4 năm 1929 – 23 tháng 4 năm 2014) là cầu thủ bóng đá người Nhật Bản. Ông thi đấu cho đội tuyển quốc gia Nhật Bản.

## Sự nghiệp câu lạc bộ
Aoki sinh ngày 10 tháng 4 năm 1929. Ông thi đấu cho Chiyoda Life.

## Sự nghiệp đội tuyển quốc gia
Ngày 5 tháng 1 năm 1955, ông có trận đấu ra mắt cho đội tuyển quốc gia Nhật Bản trước Miến Điện.
Aoki qua đời ngày 23 tháng 4 năm 2014ở tuổi 85.

## Thống kê đội tuyển quốc gia
| Đội tuyển quốc gia Nhật Bản | Đội tuyển quốc gia Nhật Bản | Đội tuyển quốc gia Nhật Bản |
| Năm                         | Số trận                     | Bàn thắng                   |
| --------------------------- | --------------------------- | --------------------------- |
| 1955                        | 1                           | 0                           |
| Tổng cộng                   | 1                           | 0                           |